# Beweging van Socialisten (Servië)
De Beweging van Socialisten (Servisch: Покрет социјалиста, Servo-Kroatisch: Pokret socijalista, PS) is een kleine socialistische en linksnationalistische partij in Servië die wordt geleid door Aleksandar Vulin (*1972).

## Geschiedenis
Vulin was in de jaren negentig een voornaam lid van de partij Joegoslavisch Verenigd Links (JUL) van Mirjana Marković (1942-2019), de vrouw van de Servische (en later Joegoslavische) president Slobodan Milošević (1941-2006). Hij verliet JUL in 1998 omdat deze partij een coalitie aanging met de extreemrechtse Servische Radicale Partij. In 2000 richtte hij een eigen partij op, de Democratisch Linkse Partij (PDL), en in 2002 sloot hij zich aan bij de Socialistische Partij van Servië (SPS). In 2008 verliet hij de SPS uit onvrede over de prowesterse koers van deze partij. Hij richtte hierop de Beweging van Socialisten (PS) op. De PS is naast socialistisch ook nationalistisch en is voorstander van de vereniging van alle Servisch gebieden tot een Groot-Servische staat. Sinds 2012 is de PS aangesloten bij de alliantie die wordt geleid door de Servische Progressieve Partij (SNS). Sinds de verkiezingen van dat jaar maakt de PS ononderbroken deel uit van de regeringscoalitie van de SNS. 
Bij de parlementsverkiezingen van 2022 viel de PS terug van 3 naar 2 zetels.

## Verkiezingsresultaten
| 2012 | 1 (250) |
| 2014 | 3 (250) |
| 2016 | 3 (250) |
| 2020 | 3 (250) |
| 2022 | 2 (250) |